# Veľká Hradná
Veľká Hradná este o comună slovacă, aflată în districtul Trenčín din regiunea Trenčín. Localitatea se află la altitudinea de 270 m deasupra n.m., se întinde pe o suprafață de 11,88 km2 și în 2017 număra 710 locuitori.

## Istoric
Localitatea Veľká Hradná este atestată documentar din 1329.

## Demografie
| An:                | 1994 | 2004   | 2014   | 2024    |
| ------------------ | ---- | ------ | ------ | ------- |
| Număr de persoane: | 688  | 656    | 698    | 772     |
| Diferență:         |      | −4,65% | +6,40% | +10,60% |

| An:                | 2023 | 2024   |
| ------------------ | ---- | ------ |
| Număr de persoane: | 765  | 772    |
| Diferență:         |      | +0,91% |